# Paderne
Paderne es un municipio español perteneciente a la provincia de La Coruña y la comarca de Betanzos, en la comunidad autónoma de Galicia. Cuenta con una población en 2007 de 2710 personas según el INE.

## Geografía
La capital municipal (también conocida como Consistorio) está situada a 26 kilómetros al este de La Coruña.

## Geografía humana

### Demografía
Cuenta con una población de 2387 habitantes (INE 2024).
| Gráfica de evolución demográfica de Paderne entre 1842 y 2021                                                         |
| |
| Población de derecho según los censos de población del INE. Población de hecho según los censos de población del INE. |

## Parroquias
Parroquias que forman parte del municipio:
- Adragonte (Santiago)
- Obre (San Andrés)[6]
- Paderne (San Xoan)
- Quintas (Santo Estevo)
- Souto (Santa María)
- Vigo (San Xulián)
- Villamorel[5]
- Villozás[5]
- Viñas (San Pantaleón)

## Fiestas locales
- 16 de julio: Fiesta de la Virgen del Carmen
- 27 de julio: Fiestas en honor de san Pantaleón
- 6 de agosto: fiestas en honor de san Salvador de Villozas